# Lapanouse-de-Cernon
Lapanouse-de-Cernon település Franciaországban, Aveyron megyében. Lakosainak száma 121 fő (2022. január 1.). Lapanouse-de-Cernon La Bastide-Pradines, La Cavalerie, Creissels, Millau, Sainte-Eulalie-de-Cernon és Viala-du-Pas-de-Jaux községekkel határos.

## Népesség
A település népessége az elmúlt években az alábbi módon változott:
| Lakosok száma | 152  | 142  | 111  | 114  | 124  | 120  | 123  | 124  | 124  | 121  |
|               | 1968 | 1982 | 1990 | 2006 | 2013 | 2015 | 2017 | 2019 | 2020 | 2022 |